# Зимари (разъезд, Алтайский край)
Зимари — населённый пункт (тип: разъезд) в Калманском районе Алтайского края России. Входит в состав Зимарёвского сельсовета.

## География
Расположено в центре края, в пределах Приобского плато, на границе Барнаульского ленточного бора и лесостепной зоны, при остановочном пункте Зимари Западно-Сибирской железной дороги.
Фактически примыкает к пос. Прудской. Примерно в 2 км — центр сельсовета село Зимари, в 35 км к югу — город Барнаул.
Климат
континентальный. Средняя температура января: −17,7 °C, июля: +19,6 °C. Годовое количество атмосферных осадков: 350—400 мм.

## Население
| 1997 | 1998 | 1999 | 2000 | 2001 | 2002 | 2003 | 2004 | 2005 |
| ---- | ---- | ---- | ---- | ---- | ---- | ---- | ---- | ---- |
| 23   | ↘21  | ↘16  | ↗18  | ↘17  | ↗19  | ↘18  | →18  | ↘13  |
| 2006 | 2007 | 2008 | 2009 | 2010 | 2011 | 2012 | 2013 |      |
| ↗15  | →15  | ↘14  | →14  | ↘11  | ↗12  | ↘10  | ↗11  |      |

Национальный состав
Согласно результатам переписи 2002 года, в национальной структуре населения русские составляли 95 % от 19 чел.

## Инфраструктура
В соседнем селе Зимари находится средняя общеобразовательная школа, библиотека, фельдшерский пункт.

## Транспорт
Зимари доступны автомобильным и железнодорожным транспортом.
Остановочный пункт Зимари.
В пешей доступности региональная автомобильная трасса 01К-59 Барнаул — Новороманово — Калманка.